# Patriarchální katedrála Kristova vzkříšení (Kyjev)
Patriarchální katedrála Kristova vzkříšení (ukrajinsky Патріа́рший собо́р Воскресі́ння Христо́вого) v Kyjevě, v levobřežní části města, je hlavním chrámem Ukrajinské řeckokatolické církve.
Katedrála byla vystavěna podle projektu Mykoly Levčuka v letech 2002–2013. Ještě nedokončená katedrála byla slavnostně otevřena u příležitosti intronizace většího arcibiskupa Svjatoslava Ševčuka v roce 2011.
Plocha chrámu činí přes 3200 m² a pojme přes 1500 lidí.